# جيمس قاي
جيمس قاي (بالإنجليزية: James Guy)‏ هو سياسي أسترالي، ولد في 13 نوفمبر 1860 بلاونسستون في أستراليا، وتوفي بنفس المكان في 23 أغسطس 1921. حزبياً، نشط في حزب العمال الأسترالي. وقد انتخب عضو مجلس النواب تسمانيا من الجمعية عن دائرة Division of Bass (state) ‏ (30 أبريل 1909 – 23 يناير 1913) وانتخب عضو مجلس الشيوخ الأسترالي ‏ عن دائرة Tasmania ‏ (5 سبتمبر 1914 – 30 يونيو 1920).